# David Lupa
David Lupa (* 7. prosince 1977) je bývalý český fotbalista.

## Fotbalová kariéra
V české lize hrál za FK Jablonec. Nastoupil v 1 ligovém utkání. Později působil na regionální úrovni.

## Ligová bilance
| Ročník                          | Zápasy | Góly | Klub        |
| ------------------------------- | ------ | ---- | ----------- |
| 1. česká fotbalová liga 1995/96 | 1      | 0    | FK Jablonec |
| CELKEM 1. česká liga            | 1      | 0    |             |